# 野崎恒男
野崎 恒男（のざき つねお、1947年4月17日 - ）は、和歌山県和歌山市出身の元プロ野球選手（投手）。

## 来歴・人物
向陽高では1年次の1963年からエースとなり、同年には夏の甲子園県予選で決勝に進出するが、坂口和司のいた南部高に0-1で9回サヨナラ負けを喫した。2年次の1964年には秋季近畿大会でも決勝に進み、育英高の鈴木啓示と投げ合うが、延長17回の熱戦の末にサヨナラ負けを喫した。準優勝にとどまるが3年次の1965年春の選抜へ出場を決める。選抜では1回戦で高鍋高の牧憲二郎に投げ勝つが、2回戦で小田義人・服部敏和らのいた静岡高に敗退した。
高校卒業後は1966年に立正大学へ進学し、東都大学野球リーグで三部に低迷していたチームを、1968年秋季リーグから二部に復帰させる。大学卒業後は1970年に富士重工業にへ入社し、1971年には東映に入団した皆川康夫の後継としてエースを任せられる。同年の都市対抗に日立製作所の補強選手として出場すると、2試合に登板し6イニングで自責点2の成績を挙げ、チームも準々決勝に進出した。
大学4年次の1969年から柚木進・伊藤四郎両スカウトがマークしており、同71年のドラフト1位で南海ホークスに入団。即戦力らしく杉浦忠がつけていた背番号21を受け継ぎ、1年目の1972年は新人ながら先発ローテーションに入る。8月19日の阪急戦（西宮）で初回に福本豊に打たれた1安打のみの完投で初勝利を記録し、ジュニアオールスターにも出場。同年は4勝に終わるが、野村克也選手兼任監督は「球速があって、しかも制球力がいいので、できるならリリーフの切り札にしたい」と構想を立てていた。2年目の1973年からは主に中継ぎで起用されたが、ローテーションの谷間では先発もこなした。1976年にはドン・ビュフォードとの交換トレードで太平洋クラブライオンズへ移籍し、1978年途中には中島浩一と高木孝治との交換トレードで近鉄バファローズに移籍し、1979年限りで現役を引退。
オーバースローの本格派で、ストレート、変化球をコーナーいっぱいに決める落ち着いたプレートさばきを見せた。スライダー、シュート、カーブ、チェンジアップなど多彩な変化球を持つが。得意球はシュートであった。
1974年9月29日にはダブルヘッダーの2試合目となる日本ハムファイターズ戦に登板し、2年ぶりの勝利を自身3度目の完封で飾った。その9回表、日本ハムは内野手の高橋博士を投手として登板させ、日本プロ野球史上初の「1試合で全守備位置を守る」記録を作ったが、同回の先頭打者として野崎が対戦し、センターフライに倒れた。高橋はこれで降板し、プロでの通算登板はこの1試合で終わったため、野崎は高橋が投手として対戦した唯一の打者となった。また、南海はこの試合がシーズン最終戦で、翌1975年からパリーグは指名打者制を導入したため、野崎自身の最終打席もこの対戦となった。

## 詳細情報

### 年度別投手成績
| 年 度    | 球 団           | 登 板 | 先 発 | 完 投 | 完 封 | 無 四 球 | 勝 利 | 敗 戦 | セ 丨 ブ | ホ 丨 ル ド | 勝 率 | 打 者 | 投 球 回 | 被 安 打 | 被 本 塁 打 | 与 四 球 | 敬 遠 | 与 死 球 | 奪 三 振 | 暴 投 | ボ 丨 ク | 失 点 | 自 責 点 | 防 御 率 | W H I P |
| -------- | --------------- | ----- | ----- | ----- | ----- | -------- | ----- | ----- | -------- | ----------- | ----- | ----- | -------- | -------- | ----------- | -------- | ----- | -------- | -------- | ----- | -------- | ----- | -------- | -------- | ------- |
| 1972     | 南海            | 29    | 15    | 3     | 2     | 0        | 4     | 6     | --       | --          | .400  | 512   | 119.1    | 116      | 9           | 48       | 2     | 6        | 44       | 0     | 1        | 57    | 53       | 4.01     | 1.37    |
| 1973     | 南海            | 17    | 4     | 0     | 0     | 0        | 0     | 1     | --       | --          | .000  | 179   | 36.2     | 53       | 5           | 23       | 0     | 0        | 11       | 1     | 3        | 32    | 29       | 7.05     | 2.07    |
| 1974     | 南海            | 13    | 5     | 1     | 1     | 0        | 1     | 0     | 0        | --          | 1.000 | 175   | 41.0     | 39       | 2           | 21       | 1     | 0        | 30       | 0     | 0        | 21    | 19       | 4.17     | 1.46    |
| 1975     | 南海            | 19    | 3     | 1     | 0     | 0        | 2     | 1     | 0        | --          | .667  | 330   | 78.2     | 92       | 6           | 16       | 1     | 0        | 27       | 1     | 0        | 35    | 33       | 3.76     | 1.37    |
| 1976     | 太平洋 クラウン | 11    | 1     | 0     | 0     | 0        | 1     | 1     | 0        | --          | .500  | 104   | 23.0     | 28       | 2           | 7        | 0     | 3        | 11       | 1     | 0        | 12    | 8        | 3.13     | 1.52    |
| 1977     | 太平洋 クラウン | 24    | 5     | 0     | 0     | 0        | 1     | 4     | 0        | --          | .200  | 247   | 59.1     | 71       | 6           | 8        | 0     | 2        | 17       | 0     | 0        | 33    | 32       | 4.88     | 1.33    |
| 1978     | 太平洋 クラウン | 14    | 2     | 0     | 0     | 0        | 0     | 0     | 0        | --          | ----  | 138   | 32.1     | 35       | 1           | 12       | 0     | 4        | 18       | 0     | 0        | 15    | 12       | 3.38     | 1.45    |
| 1978     | 近鉄            | 4     | 0     | 0     | 0     | 0        | 0     | 0     | 0        | --          | ----  | 20    | 4.1      | 5        | 4           | 2        | 0     | 0        | 1        | 1     | 0        | 4     | 4        | 9.00     | 1.62    |
| '78計    | 近鉄            | 18    | 2     | 0     | 0     | 0        | 0     | 0     | 0        | --          | ----  | 158   | 36.2     | 40       | 5           | 14       | 0     | 4        | 19       | 1     | 0        | 19    | 16       | 3.89     | 1.47    |
| 通算:7年 | 通算:7年        | 131   | 35    | 5     | 3     | 0        | 9     | 13    | 0        | --          | .409  | 1705  | 394.2    | 439      | 35          | 137      | 4     | 15       | 159      | 4     | 4        | 209   | 190      | 4.33     | 1.46    |

- 太平洋（太平洋クラブライオンズ）は、1977年にクラウン（クラウンライターライオンズ）に球団名を変更

### 記録
- 初登板：1972年4月13日、対西鉄ライオンズ3回戦（平和台球場）、8回裏から5番手で救援登板・完了、1回無失点
- 初先発登板：1972年7月9日、対阪急ブレーブス15回戦（阪急西宮球場）、6回2/3を2失点で勝敗つかず
- 初勝利・初先発勝利・初完投勝利・初完封：1972年8月19日、対阪急ブレーブス19回戦（阪急西宮球場）

### 背番号
- 21 （1972年 - 1974年）
- 17 （1975年）
- 15 （1976年 - 1978年途中）
- 14 （1978年途中 - 1979年）